# Tirsa fiona
Tirsa fiona är en fjärilsart som beskrevs av Clarke 1971. Tirsa fiona ingår i släktet Tirsa och familjen Crambidae. Inga underarter finns listade i Catalogue of Life.